# Trebel·liè Rufus
Trebel·liè Rufus (llatí: Trebellienus Rufus) va ser un magistrat romà del segle i.
Va ser pretor però no se sap exactament en quin any va exercir el càrrec. Després l'emperador Tiberi el va nomenar, l'any 19, governador de Tràcia i guardià dels fills de Cotis III de Tràcia. Es va suïcidar l'any 35.